# Gymnotus cylindricus
Gymnotus cylindricus is een straalvinnige vissensoort uit de familie van de mesalen (Gymnotidae). De wetenschappelijke naam van de soort is voor het eerst geldig gepubliceerd in 1935 door La Monte.